# Ana Ndala Fernando
Ana Paula Inês Luís Ndala Fernando là một chính trị gia người Angolan cho MPLA và là thành viên của Quốc hội Angola.